# Josephine Decker
Josephine Decker (nacida el 2 de abril de 1981) es una cineasta y artista de performance estadounidense nacida en Inglaterra. Las películas que ha dirigido incluyen Butter on the Latch (2013), Thou Wast Mild and Lovely (2014), Madeline's Madeline (2018), Shirley (2020) y The Sky is Everywhere (2022). También codirigió el documental Bi the Way (2008) con Brittany Blockman.

## Primeros años
Decker nació en Londres y creció en Texas. De niña tocaba el piano y soñaba con ser escritora, además de fotógrafa para National Geographic. Se graduó de Highland Park High School en 1999 y de la Universidad de Princeton en 2003, donde aspiraba a convertirse en directora y solicitó una clase de dirección. Se inspiró para convertirse en cineasta después de ver Monsters, Inc.

## Carrera

### Películas
Decker produjo y dirigió su primer cortometraje, Naked Princeton, en 2005.
En 2008, Decker codirigió el documental Bi the Way con Brittany Blockman, que se centró en la bisexualidad en los Estados Unidos. A pesar de haber sido descrita por Joe Leydon de Variety como un "examen superficial de un supuesto fenómeno cultural", la película ganó el Gran Premio Alternative Spirit en el Festival Internacional de Cine de Rhode Island.
Decker escribió y dirigió su segundo cortometraje, ¿Adónde vas, Elena?, en 2009. En 2012, escribió y dirigió el cortometraje Me the Terrible, que Richard Brody de The New Yorker calificó como un "cortometraje maravilloso".
En 2013, Decker escribió, produjo y dirigió su primer largometraje, el thriller psicológico experimental Butter on the Latch . La película obtuvo elogios de Eric Kohn de Indiewire, quien dijo que la carrera de Decker era "algo a lo que hay que estar atento", y Peter Debruge de Variety, quien escribió que "Decker ha creado el tipo de debut cinematográfico que la industria del cine simplemente no conoce". No es compatible, pero haría bien en alentar: un ritmo visualmente poético, de forma virtualmente libre, en el que la emoción, en lugar de la narrativa, guía a los espectadores a través de la visita de una mujer joven a un campamento de música folclórica balcánica". Decker fue incluido en la lista de 2013 de las 25 caras nuevas del cine independiente ' la revista Filmmaker.
A principios de 2014, completó su segunda película teatral, el thriller erótico experimental Thou Wast Mild and Lovely, protagonizada por Sophie Traub y el colaborador frecuente de Decker , Joe Swanberg. Para recaudar fondos para la posproducción de la película, Decker realizó una campaña de financiación colectiva en Kickstarter con una meta de 15 500 dólares. La campaña cerró el 22 de agosto de 2013, habiendo recaudado $18.517. En su reseña, Kohn le dio a la película una B+ y comentó: "Sus características laberínticas sugieren el matrimonio impío de Ingmar Bergman y David Lynch. Si bien no se acerca al mismo nivel de refinamiento que esos gigantes, Decker inventa una visión totalmente envolvente del aislamiento contada con un estilo sombríamente poético que deambula por todos lados pero nunca deja de jugar con su propio libro de reglas espeluznante".
En septiembre de 2014, se anunció que Cinelicious Pics había elegido Butter on the Latch y Thou Wast Mild and Lovely para su distribución en cines y VOD con un lanzamiento previsto para noviembre de 2014.
Decker también ha aparecido como actor en muchas películas independientes, incluyendo Uncle Kent de Joe Swanberg, Richard's Wedding de Onur Tukel, Saturday Morning Mystery, la tragedia romántica Loves Her Gun y Black Box de Stephen Cone.
En noviembre de 2015, Decker formó parte del jurado del 33° Festival de Cine de Turín. El festival había rendido homenaje a su trabajo en la sección Onde en 2014.
Decker codirigió con Zefrey Throwell el documental Flames de 2017. Como dijo Deadline: "Grabado a lo largo de cinco años, el proyecto traza la inmensamente apasionada y profunda relación entre los dos artistas, observando el romance espectacular, la emoción y la aventura de su relación en su apogeo, y las consecuencias como Decker y Throwell. chocan, desenamorándose el uno del otro".
El tercer largometraje de Decker, Madeline's Madeline, se proyectó en los festivales de cine de Sundance y Berlín a principios de 2018. Presenta a Molly Parker y Miranda July, y presenta a Helena Howard, de 19 años, como una estudiante de actuación con problemas cuyos "ejercicios de clase se vuelven cada vez más inmersivos y personales".
En 2020, Neon distribuyó la función Shirley de Decker, inspirada en la vida de la autora Shirley Jackson. La película fue protagonizada por Elisabeth Moss y Michael Stuhlbarg, y fue producida por Christine Vachon y con la producción ejecutiva de Martin Scorsese. En RogerEbert.com, la crítica Sheila O'Malley la llamó "la película más ambiciosa hasta la fecha" de Decker.
En un cambio de ritmo, Decker dirigió el drama sobre la mayoría de edad The Sky is Everywhere, que fue lanzado en 2022 por Apple+ y A24. En una entrevista, Decker dijo: "Creo que estaba realmente listo para hacer algo que fuera un poco más ligero y tuviera más ligereza y menos áspero, oscuro, violento y sexual. Probablemente para mi próxima película, volveré a hacerlo con fuerza, pero esto fue un pequeño y agradable respiro".